# 依比茲壁蜥
依比茲壁蜥（学名：Podarcis pityusensis）是一種蜥蜴。牠們與巴利阿里群島的伊維薩島有密切關係，但已成為西班牙的特有種。
依比茲壁蜥棲息在溫帶的叢林、地中海叢林、岩壁及石灘、耕地、草坪、種植林、花園及城市內。
依比茲壁蜥的亞種P. p. formenterae原只生活在福門特拉島，但已被引入到地中海幾個地方。牠們比其他亞種較為鮮色。

## 保育狀況
其被列為《瀕危野生動植物種國際貿易公約》附錄二的物種，被限制出口及貿易。